# Gérard de Bernis
Gérard Destanne de Bernis, plus connu sous le nom Gérard de Bernis, né le 10 novembre 1928 à Bordeaux, et mort le 24 décembre 2010 à La Tronche, est un économiste d'inspiration marxiste et un professeur émérite de l'Université Pierre-Mendès-France à Grenoble, président de l'Institut de sciences mathématiques et économiques appliquées, Paris.

## Biographie

### Jeunesse et études
Gérard Destanne de Bernis est né dans une famille d'ancienne bourgeoisie d'Aurillac, issue de Gérard Destanne (1559-1629), juge ordinaire et avocat à Aurillac, (Cantal). Il s'est rendu acquéreur du domaine de Bernis sur la paroisse d'Arpajon-sur-Cère, (Cantal), dont sa famille a repris le nom au XVIIIe siècle. 
Il vit dans une famille aisée. Son père est administrateur de plusieurs sociétés, principalement dans les assurances. Il est l'aîné de deux enfants.
Il est étudiant à Paris en lettres et science politique lorsque éclate la Seconde Guerre mondiale. Il obtient une licence en lettres et le diplôme de l'Institut d'études politiques de Paris. Il est agrégé de droit et sciences économiques.
Il a été un militant chrétien de gauche et a participé aux mouvements politiques et sociaux qui ont suivi cette guerre. Il a participé à la création de la Mutuelle nationale des étudiants de France puis a été un des cadres dirigeants de la tendance syndicale de l'Union nationale des étudiants de France (UNEF). Il en est même brièvement président en 1950. Mais sa sympathie pour les mouvements de libération nationale ainsi que pour le communisme l'écartent rapidement de ces responsabilités. Par la suite, il devient membre du Parti communiste français[réf. nécessaire].

### Parcours professionnel
Il entame en 1953 une carrière universitaire à l'Université de Lille. Il se rend ensuite à l'université de Tunis, puis celle de Grenoble, où il s'établit définitivement en 1959. 

### Contribution à l'analyse économique
Gérard Destanne de Bernis a eu comme maître à penser François Perroux. Il reste fortement inspiré de son analyse du pouvoir, de la domination et des asymétries dans l'économie. Ses théories du développement sont fortement inspirées des idées de Perroux et des économistes structuralistes du développement (Gunnar Myrdal, Prebisch, Furtado).
Par ailleurs, il s'inspire beaucoup de Karl Marx et des auteurs marxistes pour ce qui est de son analyse du capitalisme, ce qui distend fortement ses liens avec Perroux.
Ses deux principales contributions à l'analyse économique sont le développement d'une théorie du développement (années 1950-1960) et la mise en œuvre d'une analyse originale du capitalisme en termes de régulation (années 1970-1990). En économie du développement, De Bernis introduit le concept d'« industrie industrialisante ». L'idée défendue est que certaines industries (lourdes) peuvent jouer un rôle de moteur dans le développement d'une économie. Ce concept s'inspire de l'idée de pôle de croissance défendue par François Perroux. Dans une perspective générale, De Bernis défend l'idée d'un développement autocentré, c'est-à-dire la mise en place d'un processus de développement interne au pays et non dépendant à l'égard de l'extérieur. Contrairement aux théoriciens de la déconnexion (Samir Amin, André Gunder Frank), De Bernis conçoit le développement avec une ouverture sur l'extérieur. Mais cette ouverture doit être maîtrisée par l'État afin que les industries connaissent leur essor. De Bernis a pu mettre en pratique ses idées à travers l'expérience algérienne. Il a enseigné en Tunisie et il est considéré comme l'un des inspirateurs du programme économique et social de la centrale syndicale tunisienne UGTT (1956) dont le secrétaire général à l'époque était Ahmed Ben Salah avec lequel il entretenait des relations d'amitié. Il a été également un des principaux conseillers économiques de l'Algérie à la suite de l'indépendance.
Gérard Destanne de Bernis est aussi le fondateur de l'école grenobloise de la régulation. La théorie (économique) de la régulation regroupe plusieurs écoles différentes. Parmi celles-ci, nous pouvons retrouver l'école parisienne (Michel Aglietta, Alain Lipietz et Robert Boyer entre autres), l'école grenobloise (Gérard Destanne de  Bernis, Rolande Borrelly, Michel Frossard, Bernard Gerbier, Michel Vigezzi, Alda Del Forno, Rénato Di Ruzza, Jacques Calvet, entre autres), l'école montpelliéraine (Fontvielle, Michel, etc.). Alors que la première rompt avec beaucoup d'hypothèses de l'économie marxiste, la seconde tend à rénover l'analyse marxiste en y ajoutant des correctifs. Entre autres, les apports fondamentaux de cette école sont la prise en compte de l'international (et de ses asymétries) dans la définition des modes de régulation de l'économie capitaliste, ainsi que la mise en place du concept de système productif afin de prendre en compte l'espace dans l'analyse économique.

## Vie privée
Il se marie en juillet 1952 et a cinq enfants. 